# Paola Peña Marín
Paola Ximena Peña Marín (Santiago de Chile, 12 de octubre de 1975) es una abogada, profesora y política chilena, militante del Partido Comunista de Chile (PCCh). Entre marzo y octubre de 2022 se desempeñó como Delegada Presidencial Regional de Los Ríos bajo el gobierno del presidente Gabriel Boric.

## Biografía

### Familia y estudios
Nació el 20 de octubre de 1975 en Santiago, hija de los militantes comunistas Washington Peña Arcos y Raquel Marín Mancilla. En 1990, a la edad de quince años, se traslada de Santiago a la ciudad de Valdivia, el mismo año comienza a militar en las Juventudes Comunistas de Chile.
Cursó su enseñanza media en el Liceo de Niñas de Valdivia donde fue presidenta del centro de alumnos. Ingresa a la Universidad Austral de Chile a estudiar pedagogía en Historia y Geografía y Educación Cívica, período en el cual se integró a la Federación de Estudiantes de la Universidad Austral. Posteriormente, tras obtener su título universitario como profesora, comienza a estudiar derecho en la misma institución.
Está casada con Tito Ceverio, profesor y músico, integrante del grupo Antares de Valdivia y tienen dos hijas: Florencia Paz y Amanda Jesús.

### Actividad laboral
Tras titularse comienza a ejercer como profesora en el Colegio Helvecia, donde fue presidenta de su Sindicato de Trabajadores. Ejerce también como abogada laboral, principalmente ligada a la defensa y representación de sindicatos, federaciones y confederaciones.

## Carrera política
Siendo parte de la Federación de Estudiantes de la Universidad Austral representó a diferentes organizaciones sociales y sindicatos, además de desempeñarse como dirigenta del Consejo de la Costa de Niebla.
Fue Directora Regional y jefa de Gabinete de la dirección nacional del Instituto de Seguridad Laboral del Ministerio del Trabajo y Previsión Social en 2015, y en 2020 trabajó como asesora jurídica en la Municipalidad de Paillaco.
Se inscribió como candidata a consejera regional por la provincia de Valdivia en las elecciones del año 2013, obtuvo el 1.78% de los votos sin resultar electa.
En 2021 participó en las elecciones de gobernadores regionales de 2021 por la Región de Los Ríos, pero no fue electa. Durante la segunda vuelta entregó su apoyo al candidato del Partido Socialista de Chile, Luis Cuvertino. Tras la victoria de Cuvertino es nombrada Jefa de la División de Desarrollo Social y Humano en el Gobierno Regional de Los Ríos. Posterior a esto, trabajó en el proyecto de gobierno para la candidatura de Gabriel Boric. Tras ganar la elección presidencial, el presidente Boric nombró a Peña como delegada presidencial regional de Los Ríos, cargo que empezó a ejercer el 11 de marzo de 2022. Al momento de su nombramiento, Peña se desempeñaba como Secretaria Política del Partido Comunista en la región.
Presentó su renuncia al cargo de Delegada Presidencial Regional de Los Ríos el 26 de octubre de 2022, esto luego de mantener una reunión con una comunidad que fue denunciada por usurpación de terrenos y con supuestos vínculos con la organización terrorista Coordinadora Arauco-Malleco (CAM), siendo sucedida por la también militante comunista, Carla Peña Ríos.

## Historial electoral

### Elecciones de consejeros regionales de 2013
- Elecciones de consejeros regionales de 2013, para consejero regional por la circunscripción provincial de Valdivia (Corral, Lanco, Los Lagos, Máfil, Mariquina, Paillaco, Panguipulli y Valdivia)[8]

| Candidato                       | Pacto                       | Partido | Votos | %     | Resultados         |
| ------------------------------- | --------------------------- | ------- | ----- | ----- | ------------------ |
| Sergio Martínez Carvallo        | Nueva Mayoría para Chile    | PS      | 6742  | 6,62% | Consejero Regional |
| Luis Cuvertino Gómez            | Nueva Mayoría para Chile    | PS      | 5844  | 5,74% | Consejero Regional |
| Alejandro Kohler Vargas         | Nueva Mayoría para Chile    | PS      | 4784  | 4,69% |                    |
| Hugo Ortiz de Filippi           | Alianza                     | ILI     | 4724  | 4,64% | Consejero Regional |
| Elías Sabat Aclech              | Alianza                     | RN      | 4318  | 4,24% | Consejero Regional |
| Marcos Cortez Muñoz             | Nueva Mayoría por Chile     | PRSD    | 4048  | 3,97% | Consejero Regional |
| Felipe Mena Villar              | Alianza                     | UDI     | 3741  | 3,67% | Consejero Regional |
| Juan Carlos Farías Silva        | Alianza                     | UDI     | 3678  | 3,61% |                    |
| Arnoldo Toledo Aedo             | Alianza                     | RN      | 3607  | 3,54% |                    |
| Juan Hoffmann Flanders          | Alianza                     | RN      | 3459  | 3,39% |                    |
| Ángela Sabat Guzmán             | Alianza                     | UDI     | 3378  | 3,32% |                    |
| Waldemar Zúñiga Ilabel          | Nueva Mayoría por Chile     | PPD     | 3210  | 3,15% | Consejero Regional |
| Arturo Norambuena Casas-Cordero | Nueva Mayoría para Chile    | PDC     | 3061  | 3,00% | Consejero Regional |
| Héctor Pacheco Rivera           | Nueva Mayoría para Chile    | ILK     | 2993  | 2,94% |                    |
| Jorge Rivas Viloguron           | Nueva Mayoría por Chile     | PPD     | 2520  | 2,47% |                    |
| Carlos Rodríguez Rodríguez      | PRI Movimiento Regionalista | ILD     | 2355  | 2,31% | Consejero Regional |
| Paola Peña Marín                | Nueva Mayoría por Chile     | PCCh    | 1814  | 1,78% |                    |

### Elecciones de gobernador regional de 2021
- Elección de gobernador regional de 2021 para la gobernación de la Región de Los Ríos, Primera vuelta.[9]

|  | 36,88 % |

|  | 32,54 % |

|  | 12,78 % |

|  | 11,26 % |

|  | 6,54 % |

|  | 93,46 % |

|  | 2,18 % |

|  | 4,36 % |

|  | 100,00 % |

|  | 41,14 % |